# Kim Bui
Kim Ngan Bui (Ehningen, 21 de janeiro de 1989) é uma ginasta alemã que compete em provas de ginástica artística. 
Kim fez parte da equipe que participou do Campeonato Mundial de 2006 em Aarhus na Dinamarca, além de ter sido a ginasta reserva nos Jogos Olímpicos de 2008 em Pequim. A ginasta participou também da equipe alemã nos Jogos Olímpicos de 2012, em Londres.

## Carreira
Bui começou sua carreira sênior internacional no ano de 2006, participando do Campeonato Nacional Alemão. No evento, conquistou um total de quatro medalhas - três pratas e um ouro. Sua primeira grande competição internacional foi o Mundial de Aarhus. Nele, a ginasta representando a equipe alemã, não conseguiu a classificação coletiva para as finais e terminou no 16º lugar.
Em 2007, Kim participou do desafio Alemanha vs França, saindo da competição com a medalha de prata por equipes, superada pela França. No mesmo ano, participou da etapa da Copa do Mundo de Stuttgart, na qual classificou-se para a final do solo e terminou na quarta colocação
Iniciando o ano de 2008, Bui participou do triangular Romênia vs Alemanha vs França, no qual as alemãs terminaram com a segunda posição, superadas pelas romenas. No Pré-Olímpico, com a sétima colocação geral, não conseguiu classificar-se para disputar os Jogos Olímpicos de Pequim e tornou-se uma reserva olímpica. Em sua última competição do ano, participou da XIV Final da Copa do Mundo, em Madri, na qual foi quinta no salto e nas barras assimétricas, e medalhista de bronze no solo.
Em 2009, Kim e sua compatriota Anja Brinker representaram o país no Campeonato Europeu de Milão. Ambas, conquistaram a classificação geral, mas não subiram ao pódio. Classificada para a final do salto, não obteve bons resultados e terminou na quinta posição. No mesmo ano, na etapa de Copa do Mundo de Cottbus, Kim classificou-se para três finais individuais:  paralelas assimétricas, salto e solo. Na primeira, das barras, caiu duas vezes do aparelho, em prova conquistada pela compatriota Anja Brinker. Na seguinte final, a do salto, novamente terminou sem medalhas, na quarta posição, ao não superar a medalhista de bronze Yasmin Zimmermann. Em seu último evento, o solo, a ginasta conquistou a medalha de prata, superada pela chinesa Li Sui, medalhista de ouro. Ainda em 2009, participou do Campeonato Nacional Alemão, realizado em Frankfurt. No evento, foi campeã do individual geral. No desafio Estados Unidos vs Alemanha, realizado em Mühlheim, conquistou a melhor posição alemã no concurso geral, ao terminar o evento na sexta posição, atrás de cinco ginastas norte-americanas. Na Copa América, realizada em Chicago, Bui realizou boas apresentações e terminou com a medalha de bronze no geral individual, atrás das norte-americanas Bridget Sloan e Jordyn Wieber, prata e ouro, respetivamente. No evento seguinte, a etapa de Copa do Mundo, a ginasta conquistou quatro medalhas, das cinco possíveis. Na final geral, solo e barras, conquistou a medalha de ouro, e na trave terminou com a prata.
Em novembro de 2009, participando da Swiss Cup, realizada em Zurique, a ginasta ao lado do compatriota Matthias Fahrig, conquistou a medalha de ouro no evento geral individual. A dupla anfitriã, formada por Ariella Kaeslin e Niki Böschenstein, terminou na terceira colocação. Ainda em novembro, disputou a última etapa de Copa do Mundo, realizada em Stuttgart. Nela, conquistou a medalha de ouro nas barras assimétricas, a prata no solo e o bronze no salto.

## Principais resultados
| Ano  | Evento                                    | AA                | Equipe           | Salto sobre o cavalo | Trave            | Barras assimétricas | Solo              |
| ---- | ----------------------------------------- | ----------------- | ---------------- | -------------------- | ---------------- | ------------------- | ----------------- |
| 2006 | Campeonato Nacional Alemão                | Medalha de prata  |                  | Medalha de prata     | Medalha de prata | 4º                  | Medalha de ouro   |
| 2006 | Campeonato Mundial de Ginástica Artística |                   | 16º              |                      |                  |                     |                   |
| 2007 | Alemanha vs França                        |                   | Medalha de prata |                      |                  |                     |                   |
| 2007 | Copa do Mundo – Stuttgart                 |                   |                  |                      |                  |                     | 4º                |
| 2008 | Desafio Internacional                     |                   | Medalha de prata |                      |                  |                     |                   |
| 2008 | Copa do Mundo – Madrid                    |                   |                  | 5º                   |                  | 5º                  | Medalha de bronze |
| 2009 | Campeonato Europeu                        | 16º               |                  | 5º                   |                  |                     |                   |
| 2009 | Copa do Mundo – Cottbus                   |                   |                  | 4º                   |                  | 7º                  | Medalha de prata  |
| 2009 | Campeonato Nacional Alemão                | Medalha de ouro   |                  |                      |                  |                     |                   |
| 2009 | Estados Unidos vs Alemanha                | 6º                |                  |                      |                  |                     |                   |
| 2009 | Copa América                              | Medalha de bronze |                  |                      |                  |                     |                   |
| 2009 | Copa do Mundo – Szombathely               | Medalha de ouro   |                  |                      | Medalha de prata | Medalha de ouro     | Medalha de ouro   |
| 2009 | Swiss Cup                                 | Medalha de ouro   |                  |                      |                  |                     |                   |
| 2009 | Copa do Mundo – Stuttgart                 |                   |                  | Medalha de bronze    |                  | Medalha de ouro     | Medalha de prata  |
| 2011 | Campeonato Europeu                        |                   |                  |                      |                  | Medalha de bronze   |                   |